# Whistle Pass
Whistle Pass är ett bergspass i Antarktis. Det ligger i Västantarktis. Argentina, Chile och Storbritannien gör anspråk på området. Whistle Pass ligger 1 050 meter över havet.
Terrängen runt Whistle Pass är huvudsakligen kuperad, men västerut är den bergig. Trakten är obefolkad. Det finns inga samhällen i närheten.